# Islamisk Jihad
Islamisk Jihad (arabisk:حركة الجهاد الإسلامي في فلسطين, – Harakat al-Jihād al-Islāmi fi Filastīn) er en palæstinensisk organisation, som er betegnet som terrorgruppe af USA, EU, Storbritannien, Japan, Canada, Australia og Israel. Deres officielle mål er at tilintetgøre Israel og erstatte det med en palæstinensisk islamisk stat.
Gruppen blev dannet i Gazastriben i 1970'erne af Fathi Shaqaqi og Abd Al Aziz Awda, som en del af Egyptisk Islamisk Jihad (EIJ), en organisation som i dag ledes af Ayman al-Zawahiri. Gruppen skal efter sigende modtage støtte fra Hizbollah. Islamisk Jihad er langt mindre end Hamas, og har ikke et socialt netværk, der er lige så udbygget.

## Eksterne links
- Backgrounder: Palestinian Islamic Jihad by Holly Fletcher April 10, 2008  Arkiveret 11. maj 2017 hos  Wayback Machine

| Terrorisme | Spire Denne artikel om terrorisme er en spire som bør udbygges. Du er velkommen til at hjælpe Wikipedia ved at udvide den. |